# Králíček (pták)
Králíček (Regulus) je rod malých zpěvných ptáků, jediný rod čeledi králíčkovití (Regulidae). V současné době je rozlišováno šest druhů králíčků.
- Regulus satrapa, králíček zlatohlavý - Severní Amerika
- R. calendula, králíček americký - Severní Amerika
- R. regulus, králíček obecný - většina Evropy a Asie
  - včetně R. r. teneriffae, králíček obecný kanárský
- R. goodfellowi, králíček tchajwanský - Tchaj-wan
- R. ignicapillus, králíček ohnivý - jižní Evropa a severní Afrika
- R. madeirensis, králíček madeirský - Madeira